# Olle Petrusson
Olov „Olle” Algot Petrusson (ur. 14 listopada 1943 w Nälden) – szwedzki biathlonista, brązowy medalista olimpijski i dwukrotny medalista mistrzostw świata.

## Kariera
Pierwszy sukces osiągnął w 1966 roku, kiedy na mistrzostwach świata w Garmisch-Partenkirchen razem ze Stenem Erikssonem, Holmfridem Olssonem i Sture Ohlinem zdobył brązowy medal w sztafecie. Ten sam wynik osiągnął na rozgrywanych rok później mistrzostwach świata w Altenbergu. Był też między innymi dziesiąty w biegu indywidualnym podczas mistrzostw świata w Zakopanem w 1969 roku.
W 1968 roku wystartował na igrzyskach olimpijskich w Grenoble, gdzie Szwedzi w składzie: Lars-Göran Arwidson, Tore Eriksson, Olle Petrusson i Holmfrid Olsson wywalczyli brązowy medal w sztafecie. Indywidualnie rywalizację ukończył na 19. pozycji. Brał też udział w rozgrywanych cztery lata później igrzyskach w Sapporo, gdzie zajął 42. miejsce w biegu indywidualnym  oraz piąte w sztafecie. Nigdy nie wystąpił w zawodach Pucharu Świata.

## Osiągnięcia

### Igrzyska olimpijskie
| Rok  | Miejscowość | Konkurencje | Konkurencje | Konkurencje | Konkurencje | Konkurencje | Konkurencje | Konkurencje |
| Rok  | Miejscowość | IN          | SP          | PU          | MS          | RL          | MR          | SR          |
| ---- | ----------- | ----------- | ----------- | ----------- | ----------- | ----------- | ----------- | ----------- |
| 1968 | Grenoble    | 19.         | nd.         | nd.         | nd.         | 3.          | nd.         | –           |
| 1972 | Sapporo     | 42.         | nd.         | nd.         | nd.         | 5.          | nd.         | –           |

### Mistrzostwa świata
| Rok  | Miejscowość            | Konkurencje | Konkurencje | Konkurencje | Konkurencje | Konkurencje | Konkurencje | Konkurencje |
| Rok  | Miejscowość            | IN          | SP          | PU          | MS          | RL          | MR          | SR          |
| ---- | ---------------------- | ----------- | ----------- | ----------- | ----------- | ----------- | ----------- | ----------- |
| 1966 | Garmisch-Partenkirchen | 24.         | nd.         | nd.         | nd.         | 3.          | nd.         | –           |
| 1967 | Altenberg              | 15.         | nd.         | nd.         | nd.         | 3.          | nd.         | –           |
| 1969 | Zakopane               | 10.         | nd.         | nd.         | nd.         | 10.         | nd.         | –           |
| 1970 | Östersund              | 13.         | nd.         | nd.         | nd.         | 5.          | nd.         | –           |
| 1971 | Hämeenlinna            | 34.         | nd.         | nd.         | nd.         | 6.          | nd.         | –           |
| 1973 | Lake Placid            | 21.         | nd.         | nd.         | nd.         | 6.          | nd.         | –           |
| 1975 | Anterselva             | –           | 29.         | nd.         | nd.         | 7.          | nd.         | –           |